# Alcis cinerea
Alcis cinerea là một loài bướm đêm trong họ Geometridae.